# سفر به ایختلان
سفر به ایختلان(به انگلیسی: Journey to Ixtlan) سومین کتاب از کارلوس کاستاندا هست، که به عنوان اثری غیر داستانی توسط سیمون و شوستر در سال ۱۹۷۲ منتشر شده.

## بازگشت به ایختلان
عنوان کتاب بیانگر حقیقتی غول آسا مربوط به ناوال دون خنارو فلورس از دوستان و همکاران دون خوان ماتوس می‌باشد. ایختلان شهرِ محل زندگی دون خنارو (گنارو) می‌باشد؛ و دون خنارو پس از کشمکش با همزاد (موج انرژی) و قصدِ جدیدِ ناشی از این رویارویی، که او را مجبور به ادراک دنیایی دیگر یا زاویه ای دیگر از ایختلان کرده، و هر دو حالت با ایختلان متفاوت است؛ اگر خنارو، موفق به؛ بدست آوردن همان انسجام و موضع قبلی پیوندگاهِ پیش از کشتی گرفتن با همزاد بشود دوباره ایختلان را خواهد دید؛ و البته انجام این کار نشانه عدم آگاهی می باشد.
خنارو بعد از کشتی گرفتنِ با همزاد، در مسیر بازگشت به خانه،(ایختلان) فقط با مسافرانی موهوم برخورد می‌کند.
یک مردِ دانش (ساحر) ، موجودی تغییر یافته یا انسانی نزدیکتر به وضعیت واقعی وجود خود به لحاظ آگاهی هست و به همین دلیل هرگز نمی‌تواند دوباره به سبک زندگی قدیمی اش برگردد، در مورد خنارو دیگر "خانه اش" را که همان "Ixtlan" هست پیدا نخواهد کرد.

## آگاهی
متوقف کردن دنیا کاملاً مبین آن حالاتی از آگاهی است که طی آن واقعیت زندگی روزمره تعدیل می شود ، به این دلیل که جریان تعبیرات دائمی ما ، توسط شرایطی بیگانه با آن جریان دائمی ، ناگهان قطع می شود . به عقیده دون خوان شرط اولیه ” متوقف کردن دنیا “ این بود که شخص خود را مجاب کند . یعنی فرد باید توصیف جدید را کاملاً بیاموزد و آن را با توصیف قبلی مقابله کند تا موفق شود در اطمینان متعصبانه اش نسبت به واقعیت شکافی ایجاد کند . اطمینان متعصبانه ای که همه ما به ارزش دریافت های خود داریم ، اطمینانی که به واقعیت دنیا از نظر خودمان داریم و معتقدیم که هرگز نباید مورد شک قرار گیرد.

## بیست اصل، سر فصلهای کتاب را تشکیل می دهد
بیست اصل، سر فصلهای کتاب را تشکیل می دهد :
تأییدات دنیای اطراف ما
تاریخچه شخصی خود را از بین بردن
اهمیت خود را از دست دادن
مرگ مشاور خوبی است
مسئولیت کامل اعمال خود را پذیرفتن
شکارچی شدن
دست نیافتنی بودن
شکستن عادات زندگی
آخرین نبرد روی زمین
خود را در دسترس اقتدار قرار دادن
منش جنگجو
جدال اقتدار
آخرین مقاومت جنگجو
راه پیمایی اقتدار
بی عملی
حلقه اقتدار
یک حریف ارزنده
حلقه اقتدار جادوگر
متوقف کردن دنیا
سفر به ایختلان